# アラモード (フジファブリックのアルバム)
『アラモード』は、2003年6月21日に発売されたフジファブリックの2ndミニアルバムである。

## 概要
インディーズよりリリースされた通算2枚目のアルバム。金澤ダイスケと加藤慎一がメンバー加入後初のアルバムであり、また初代ドラマー渡辺隆之が参加した最後のアルバムでもある。帯のコメントは当時出演していたFM802のラジオ番組「MIDNIGHT GARAGE」DJの土井コマキによるもの。

## 収録曲

### CD
| 全作詞・作曲: 志村正彦、全編曲: フジファブリック。 |                        |          |            |      |
| #                                                  | タイトル               | 作詞     | 作曲・編曲 | 時間 |
| 1.                                                 | 「花屋の娘」           | 志村正彦 | 志村正彦   | 3:57 |
| 2.                                                 | 「追ってけ追ってけ」   | 志村正彦 | 志村正彦   | 4:53 |
| 3.                                                 | 「お月様のっぺらぼう」 | 志村正彦 | 志村正彦   | 4:19 |
| 4.                                                 | 「消えるな太陽」       | 志村正彦 | 志村正彦   | 4:47 |
| 5.                                                 | 「環状七号線」         | 志村正彦 | 志村正彦   | 6:26 |
| 6.                                                 | 「笑ってサヨナラ」     | 志村正彦 | 志村正彦   | 6:45 |
| 合計時間:                                          | 合計時間:              | 31:07    |            |      |

### 楽曲解説
1. 花屋の娘
  - PVも製作されている。志村曰く「今後やらないだろうという、演技を頑張っているPV」。 『アラモルト』の楽曲としてリメイク。
2. 追ってけ追ってけ
  - 後にアルバム『フジファブリック』の楽曲として再びリメイクされる。
3. お月様のっぺらぼう
  - キーボードのテイクは、金澤が39度の高熱を出して「意識が朦朧としていた」中で録られた。
解熱後に録り直すつもりだったが、「どうやってもこの感じが出せなかった」ことにより、このテイクがそのまま採用された。
4. 消えるな太陽
  - 『お月様のっぺらぼう』『消えるな太陽』は、メジャーデビュー後のリテイクがされていない。
5. 環状七号線
  - 後にプレデビューアルバム『アラモルト』の楽曲として再びリメイクされる。
6. 笑ってサヨナラ
  - 後にプレデビューアルバム『アラモルト』の楽曲として再びリメイクされる。

## 演奏
- 志村正彦 - ボーカル、ギター
- 渡辺隆之 - ドラムス、コーラス
- 金澤ダイスケ - キーボード、コーラス
- 加藤慎一 - ベース、コーラス